# Opostomias mitsuii
Opostomias mitsuii es una especie de pez de la familia Stomiidae en el orden de los Stomiiformes.

## Morfología
Los machos pueden llegar a alcanzar los 36 cm de longitud total.

## Hábitat
Es un pez de mar y de aguas profundas que vive entre 60 y 500 m de profundidad.

## Distribución geográfica
Se encuentra desde el sur de California (32-34° N) hasta la Columbia Británica (48° 30′-55° N).